# Edward Matthew Ward
Pour les articles homonymes, voir Edward Ward (homonymie).
Edward Matthew Ward, (14 juillet 1816 - 15 janvier 1879) est un peintre britannique spécialisé dans le genre historique. Il est surtout connu pour ses peintures murales au Palais de Westminster illustrant des épisodes de l'histoire britannique de la guerre civile anglaise à la Glorieuse Révolution.

## Biographie

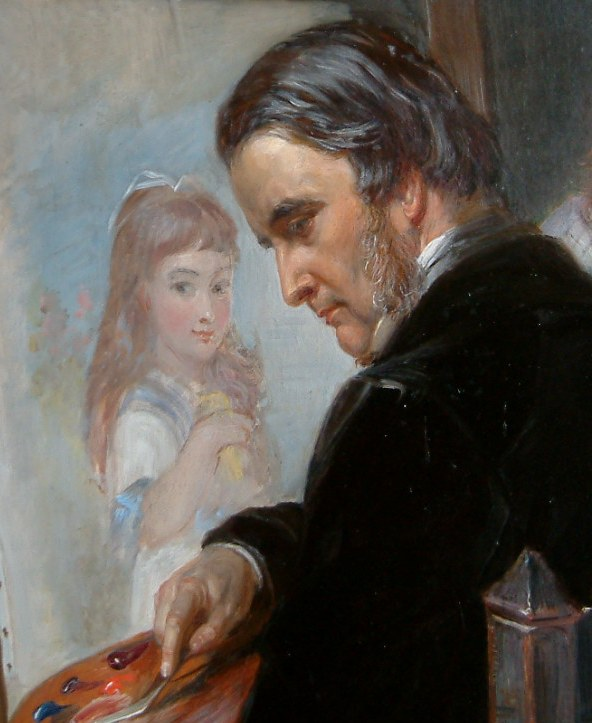
Autoportrait de Ward, dans lequel il est représenté en train de travailler sur le portrait d'une de ses filles

### Début de carrière
Ward est né à Pimlico, Londres. Dans sa jeunesse, il crée des illustrations pour le célèbre livre Rejected Addresses, écrit par ses oncles James et Horace Smith. Il illustre également les papiers de Washington Irving.
En 1830, il remporte la "palette d'argent" de la Royal Society of Arts. Avec le soutien de David Wilkie et de Francis Leggatt Chantrey, il devient étudiant à la Royal Academy Schools. En 1836, il se rend à Rome, où en 1838 il obtient une médaille d'argent de l'Académie de Saint-Luc pour son Cimabue et Giotto, qui en 1839 est exposé à la Royal Academy.
Alors qu'il est étudiant aux écoles, Ward devient membre de The Clique, un groupe de peintres, dirigé par Richard Dadd. Comme d'autres membres de la Clique, Ward se considère comme un adepte de Hogarth et de Wilkie, considérant leurs styles comme nationaux. Beaucoup de ses premières peintures sont dans le style du XVIIIe siècle et portent sur des sujets hogarthiens. Il peint également des épisodes de l'histoire du XVIIe siècle, influencé par la pensée de son ami l'historien Thomas Babington Macaulay.
En 1843, il participe au concours de dessins pour le palais de Westminster et ne remporte aucun prix.

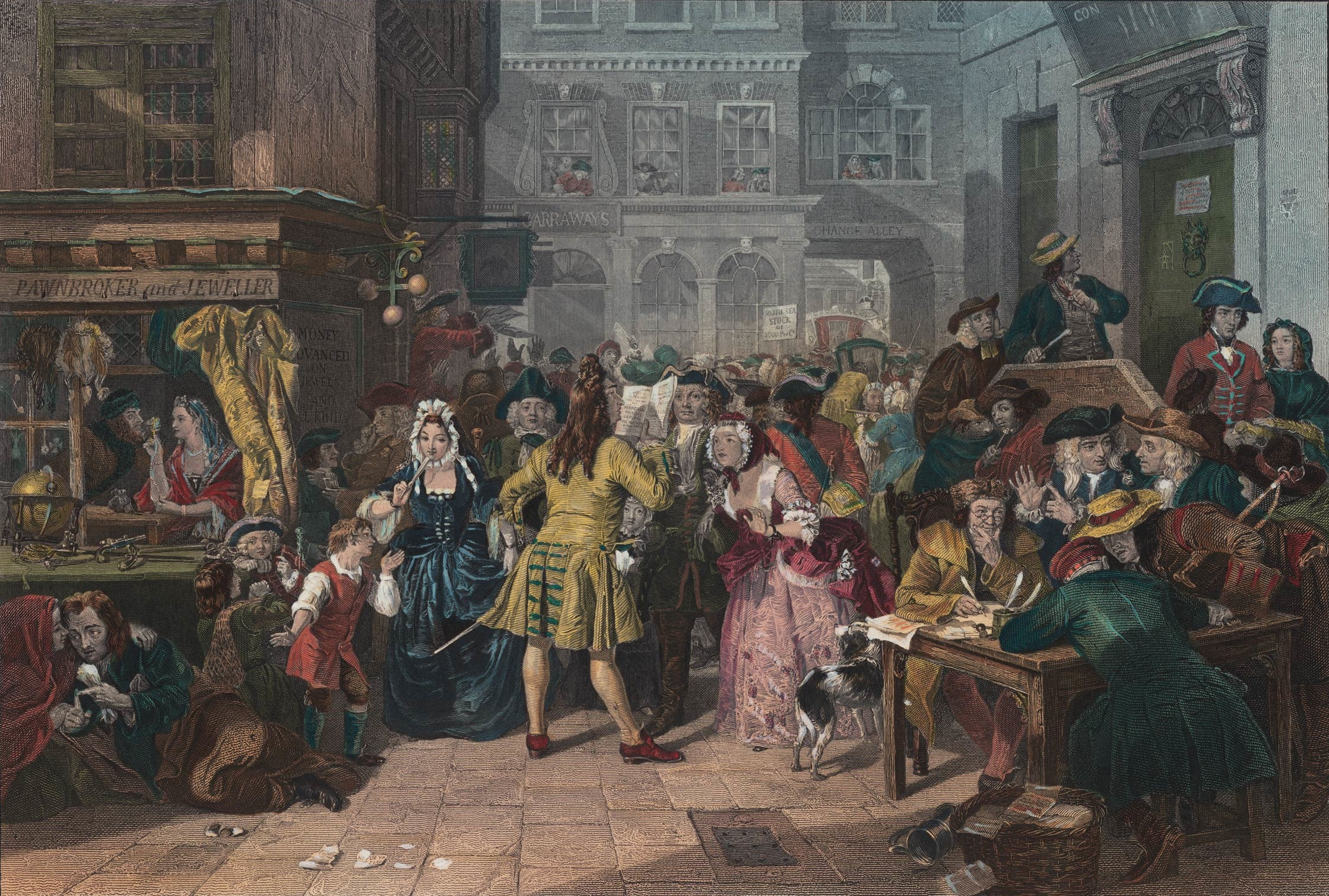
EM Ward, The South Sea Bubble (1846), un sujet hogarthien à la Tate Gallery

### Opposition au préraphaélisme
Dans les années 1850, Ward entre en conflit avec les préraphaélites, en particulier John Everett Millais, dont il considère le style d'art comme non britannique. La peinture de Ward de Charlotte Corday conduite à l'exécution bat Ophélie de Millais pour un prix à Liverpool, ce qui suscite de nombreux débats à l'époque.
Ses peintures historiques lui procure une commande huit scènes pour le couloir menant à la Chambre des communes, malgré le fait qu'il n'ait rien gagné au concours initial de 1843. Celles-ci devaient dépeindre des épisodes parallèles des côtés royaliste et parlementaire de la guerre civile. Les peintures de Ward représentent les personnages opposés comme s'ils s'affrontaient de l'autre côté du couloir.

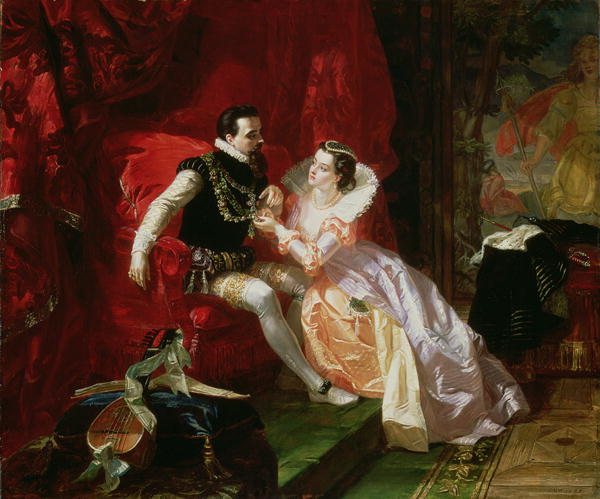
Leicester et Amy Robsart à Cumnor Hall (1866), d'après le roman Kenilworth de Walter Scott

### Travaux ultérieurs
Ward continue à peindre des versions hogarthiennes d'épisodes de l'histoire britannique tout au long des années 1860, notamment Hogarth's Studio en 1739 (1863; York Art Gallery) et Antechamber at Whitehall during the Dying Moments of Charles II (1865; Walker Art Gallery, Liverpool). Dans les années 1870, il peint des sujets de genre de la vie moderne.
Vers la fin des années 1870, il commence à souffrir de maladies douloureuses et de dépression. Le 10 janvier 1879, on le retrouve délirant sur le sol de sa loge, la gorge tranchée au rasoir, criant "J'étais fou quand je l'ai fait; le diable m'y a poussé".
Il meurt le 15 janvier à son domicile, 3 Queens Villas, à Windsor. L'enquête à Windsor le 17 janvier indique qu'il s'est suicidé alors qu'il était temporairement fou.

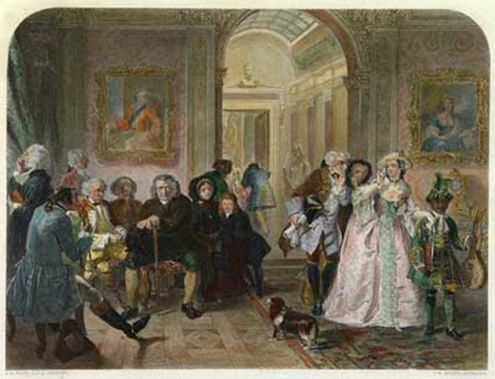
Samuel Johnson dans l'antichambre de Lord Chesterfield, à Chesterfield House, Westminster. Gravure en couleur par EM Ward et CWSharpe. Service des musées de Shrewsbury (SHYMS : FA/1995/008)

## Famille
En 1843, Ward rencontre Henrietta Ward, 11 ans (ses noms de jeune fille et de femme mariée étaient les mêmes, mais elle n'a aucun lien de parenté); ils se marient secrètement en mai 1848, peu avant son 16e anniversaire, après une fugue aidée par l'amie de Ward, Wilkie Collins. La mère d'Henrietta n'a jamais pardonné la fugue et l'a déshéritée. Collins a peut-être basé l'intrigue de son roman Basil de 1852 sur l'engagement de Ward. Henrietta est également une peintre à succès.
Elle devient une professeure d'art remarquable après la mort de son mari et écrit deux mémoires autobiographiques sur leur vie ensemble. Son fils, Leslie, est un caricaturiste populaire pour le magazine Vanity Fair, et plus tard le journal The World, sous le pseudonyme de "Spy".